# 나경 (언론인)
나경(영어: Kyung I. Lah 경 라[*], 1971년 8월 27일 ~ )은 미국의 언론인이자 CNN에서 프리랜서 소속 특파원을 지내고 있다.

## 생애
서울특별시 출신으로 미국 일리노이주에서 자라났다. 1989년에 고등학교를 졸업하고 1993년에 일리노이 대학교 어배너-섐페인에서 방송 언론쪽으로 학사학위를 취득하였다. 대학 재학 시절에 학교 언론인 데일리 일리니(en:Daily Illini)에서 글을 쓰기도 하였다.

## 경력
1993년에 시카고의 WBBM-TV(WBBM-TV)에서 데스크 보조 및 필드 프로듀서로 일을 했으며, 1994년에 미시간의 WBBM-TV의 방송 리포터를 했다. 1995년에는 샌디에고의 KGTV(KGTV)에서 리포터로 활동하였다.
2000년에는 시카고의 WBBM-TV에서 리포터로 활동하였다.
2003년 초반에는 로스앤젤레스로 이주하였으며 그 때부터 2005년까지 KNBC(KNBC)의 아침 리포터와 정오 앵커로 활동하였다.

## 최근 활동
2005년 말에 CNN 뉴스소스(CNN Newsource)에 입사하였으며, 2007년 11월에 도쿄 특파원이 되었다.
2012년 일본을 떠나 미국 로스앤젤레스에서 근무하고 있다.

## 개인사
2005년 3월에는 "투데이 인 L.A(Today in L.A)"의 프로듀서인 제프 소토(Jeff Soto)와의 염문으로 KNBC에서 해고되었는데, 그 당시 그녀는 이미 결혼한 상태였다.
그녀는 자신이 한국인이라는 강한 정체성을 가지고 있다고 말했다. 다이내믹 코리아와의 인터뷰에서 그녀는 매순간 한국인으로 살면서 강한 의문을 가진다고 말했다.

## 같이 보기
- CNN